# Grand Prix Malezji 2012
Grand Prix Malezji 2012 (oficjalnie Petronas Malaysian Grand Prix 2012) – druga runda Mistrzostw Świata Formuły 1 w sezonie 2012.

## Lista startowa
Na niebieskim tle kierowcy biorący udział jedynie w piątkowych treningach
| Nr | Kierowca           | Zespół                        | Samochód          | Silnik               | Opony |
| -- | ------------------ | ----------------------------- | ----------------- | -------------------- | ----- |
| 1  | Sebastian Vettel   | Red Bull Racing               | Red Bull RB8      | Renault RS27-2012    | P     |
| 2  | Mark Webber        | Red Bull Racing               | Red Bull RB8      | Renault RS27-2012    | P     |
| 3  | Jenson Button      | Vodafone McLaren Mercedes     | McLaren MP4-27    | Mercedes-Benz FO108Z | P     |
| 4  | Lewis Hamilton     | Vodafone McLaren Mercedes     | McLaren MP4-27    | Mercedes-Benz FO108Z | P     |
| 5  | Fernando Alonso    | Scuderia Ferrari              | Ferrari F2012     | Ferrari 056          | P     |
| 6  | Felipe Massa       | Scuderia Ferrari              | Ferrari F2012     | Ferrari 056          | P     |
| 7  | Michael Schumacher | Mercedes AMG Petronas F1 Team | Mercedes F1 W03   | Mercedes-Benz FO108Z | P     |
| 8  | Nico Rosberg       | Mercedes AMG Petronas F1 Team | Mercedes F1 W03   | Mercedes-Benz FO108Z | P     |
| 9  | Kimi Räikkönen     | Lotus F1 Team                 | Lotus E20         | Renault RS27-2012    | P     |
| 10 | Romain Grosjean    | Lotus F1 Team                 | Lotus E20         | Renault RS27-2012    | P     |
| 11 | Paul di Resta      | Sahara Force India F1 Team    | Force India VJM05 | Mercedes-Benz FO108Z | P     |
| 12 | Nico Hülkenberg    | Sahara Force India F1 Team    | Force India VJM05 | Mercedes-Benz FO108Z | P     |
| 14 | Kamui Kobayashi    | Sauber F1 Team                | Sauber C31        | Ferrari 056          | P     |
| 15 | Sergio Pérez       | Sauber F1 Team                | Sauber C31        | Ferrari 056          | P     |
| 16 | Daniel Ricciardo   | Scuderia Toro Rosso           | Toro Rosso STR7   | Ferrari 056          | P     |
| 17 | Jean-Éric Vergne   | Scuderia Toro Rosso           | Toro Rosso STR7   | Ferrari 056          | P     |
| 18 | Pastor Maldonado   | Williams F1                   | Williams FW34     | Renault RS27-2012    | P     |
| 19 | Bruno Senna        | Williams F1                   | Williams FW34     | Renault RS27-2012    | P     |
| 19 | Valtteri Bottas    | Williams F1                   | Williams FW34     | Renault RS27-2012    | P     |
| 20 | Heikki Kovalainen  | Caterham F1 Team              | Caterham CT01     | Renault RS27-2012    | P     |
| 21 | Witalij Pietrow    | Caterham F1 Team              | Caterham CT01     | Renault RS27-2012    | P     |
| 22 | Pedro de la Rosa   | HRT F1 Team                   | HRT F112          | Cosworth CA2012      | P     |
| 23 | Narain Karthikeyan | HRT F1 Team                   | HRT F112          | Cosworth CA2012      | P     |
| 24 | Timo Glock         | Marussia F1 Team              | Marussia MR-01    | Cosworth CA2012      | P     |
| 25 | Charles Pic        | Marussia F1 Team              | Marussia MR-01    | Cosworth CA2012      | P     |
| Nr | Kierowca           | Zespół                        | Samochód          | Silnik               | Opony |

## Wyniki

### Sesje treningowe
| Sesja | Nr | Kierowca       | Konstruktor      | Czas     | Okr. |
| ----- | -- | -------------- | ---------------- | -------- | ---- |
| 1     | 4  | Lewis Hamilton | McLaren-Mercedes | 1:38,021 | 19   |
| 2     | 4  | Lewis Hamilton | McLaren-Mercedes | 1:38,172 | 28   |
| 3     | 8  | Nico Rosberg   | Mercedes         | 1:36,877 | 16   |

### Kwalifikacje

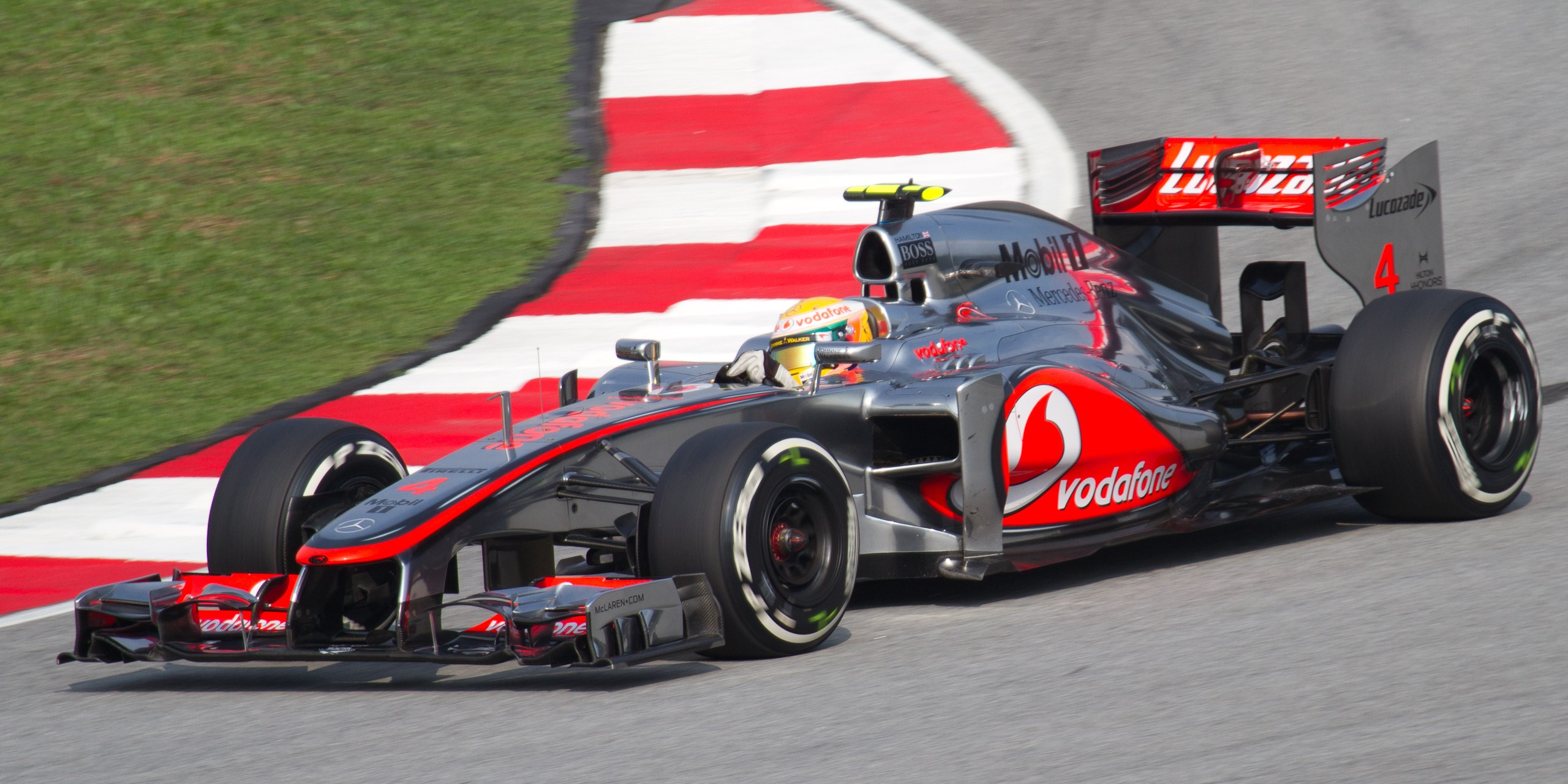
Lewis Hamilton podczas kwalifikacji

Źródło: Wyprzedź Mnie!
| Poz. | Nr | Kierowca           | Konstruktor          | Q1       | Q2       | Q3       | Poz. s. |
| --- | --- | ------------------ | -------------------- | -------- | -------- | -------- | ------- |
| 1 | 4 | Lewis Hamilton     | McLaren-Mercedes     | 1:37,813 | 1:37,106 | 1:36,219 | 1       |
| 2 | 3 | Jenson Button      | McLaren-Mercedes     | 1:37,575 | 1:36,928 | 1:36,368 | 2       |
| 3 | 7 | Michael Schumacher | Mercedes             | 1:37,517 | 1:37,017 | 1:36,391 | 3       |
| 4 | 2 | Mark Webber        | Red Bull-Renault     | 1:37,172 | 1:37,375 | 1:36,461 | 4       |
| 5 | 9 | Kimi Räikkönen     | Lotus-Renault        | 1:37,961 | 1:36,715 | 1:36,461 | 10      |
| 6 | 1 | Sebastian Vettel   | Red Bull-Renault     | 1:38,108 | 1:37,419 | 1:36,634 | 5       |
| 7 | 10 | Romain Grosjean    | Lotus-Renault        | 1:38,058 | 1:37,338 | 1:36,658 | 6       |
| 8 | 8 | Nico Rosberg       | Mercedes             | 1:37,696 | 1:36,996 | 1:36,664 | 7       |
| 9 | 5 | Fernando Alonso    | Ferrari              | 1:38,151 | 1:37,379 | 1:37,566 | 8       |
| 10 | 15 | Sergio Pérez       | Sauber-Ferrari       | 1:37,933 | 1:37,477 | 1:37,698 | 9       |
| 11 | 18 | Pastor Maldonado   | Williams-Renault     | 1:37,789 | 1:37,589 | –        | 11      |
| 12 | 6 | Felipe Massa       | Ferrari              | 1:38,381 | 1:37,731 | –        | 12      |
| 13 | 19 | Bruno Senna        | Williams-Renault     | 1:38,437 | 1:37,841 | –        | 13      |
| 14 | 11 | Paul di Resta      | Force India-Mercedes | 1:38,325 | 1:37,877 | –        | 14      |
| 15 | 16 | Daniel Ricciardo   | Toro Rosso-Ferrari   | 1:38,419 | 1:37,883 | –        | 15      |
| 16 | 12 | Nico Hülkenberg    | Force India-Mercedes | 1:38,303 | 1:37,890 | –        | 16      |
| 17 | 14 | Kamui Kobayashi    | Sauber-Ferrari       | 1:38,372 | 1:38,069 | –        | 17      |
| 18 | 17 | Jean-Éric Vergne   | Toro Rosso-Ferrari   | 1:39,077 | –        | –        | 18      |
| 19 | 20 | Heikki Kovalainen  | Caterham-Renault     | 1:39,306 | –        | –        | 24      |
| 20 | 21 | Witalij Pietrow    | Caterham-Renault     | 1:39,567 | –        | –        | 19      |
| 21 | 24 | Timo Glock         | Marussia-Cosworth    | 1:40,903 | –        | –        | 20      |
| 22 | 25 | Charles Pic        | Marussia-Cosworth    | 1:41,250 | –        | –        | 21      |
| 23 | 22 | Pedro de la Rosa   | HRT-Cosworth         | 1:42,914 | –        | –        | 22      |
| 24 | 23 | Narain Karthikeyan | HRT-Cosworth         | 1:43,825 | –        | –        | 23      |
| Poz. | Nr | Kierowca           | Konstruktor          | Q1       | Q2       | Q3       | Poz. s. |
| \| Legenda \| Legenda \| \| ------------------------ \| ---------------------------------------------------------------------------------------------------------------------------------------------------------------------------------------------------------------------------------------------------------------- \| \| Poz. Nr Q1 Q2 Q3 Poz. s. \| Pozycja zajęta w sesji kwalifikacyjnej Numer startowy kierowcy Wynik uzyskany w pierwszej części kwalifikacji Wynik uzyskany w drugiej części kwalifikacji Wynik uzyskany w trzeciej części kwalifikacji Pozycja startowa po uwzględnięniu kar, przesunięć, itp. \| | |                    |                      |          |          |          |         |
| Legenda | |                    |                      |          |          |          |         |
| Poz. Nr Q1 Q2 Q3 Poz. s. | Pozycja zajęta w sesji kwalifikacyjnej Numer startowy kierowcy Wynik uzyskany w pierwszej części kwalifikacji Wynik uzyskany w drugiej części kwalifikacji Wynik uzyskany w trzeciej części kwalifikacji Pozycja startowa po uwzględnięniu kar, przesunięć, itp. |                    |                      |          |          |          |         |

### Wyścig

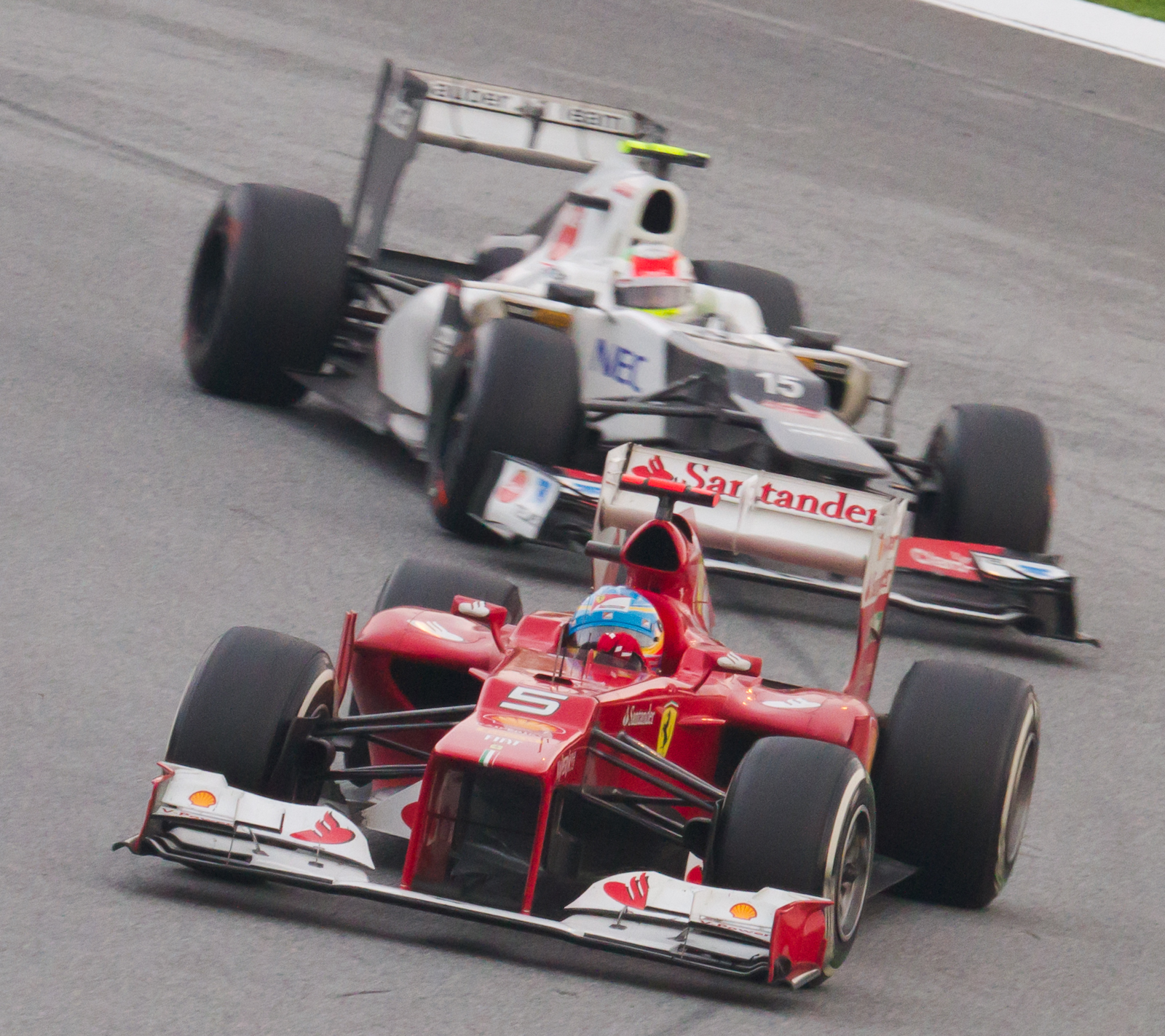
Fernando Alonso i Sergio Pérez podczas wyścigu

Źródło: Wyprzedź Mnie!
| P                 | + / –     | Nr | Kierowca           | Konstruktor          | Okr. | Czas / Strata    | Komentarz |
| ----------------- | --------- | -- | ------------------ | -------------------- | ---- | ---------------- | --------- |
| 1                 | 7         | 5  | Fernando Alonso    | Ferrari              | 56   | 2h44m51,812      |           |
| 2                 | 7         | 15 | Sergio Pérez       | Sauber-Ferrari       | 56   | +0:02,263        |           |
| 3                 | 2         | 4  | Lewis Hamilton     | McLaren-Mercedes     | 56   | +0:14,591        |           |
| 4                 | Bez zmian | 2  | Mark Webber        | Red Bull-Renault     | 56   | +0:17,688        |           |
| 5                 | 5         | 9  | Kimi Räikkönen     | Lotus-Renault        | 56   | +0:29,456        |           |
| 6                 | 7         | 19 | Bruno Senna        | Williams-Renault     | 56   | +0:37,667        |           |
| 7                 | 7         | 11 | Paul di Resta      | Force India-Mercedes | 56   | +0:44,412        |           |
| 8                 | 10        | 17 | Jean-Éric Vergne   | Toro Rosso-Ferrari   | 56   | +0:46,985        |           |
| 9                 | 7         | 12 | Nico Hülkenberg    | Force India-Mercedes | 56   | +0:47,892        |           |
| 10                | 7         | 7  | Michael Schumacher | Mercedes             | 56   | +0:49,996        |           |
| 11                | 6         | 1  | Sebastian Vettel   | Red Bull-Renault     | 56   | +1:15,527        |           |
| 12                | 3         | 16 | Daniel Ricciardo   | Toro Rosso-Ferrari   | 56   | +1:16,828        |           |
| 13                | 6         | 8  | Nico Rosberg       | Mercedes             | 56   | +1:18,593        |           |
| 14                | 12        | 3  | Jenson Button      | McLaren-Mercedes     | 56   | +1:19,719        |           |
| 15                | 3         | 6  | Felipe Massa       | Ferrari              | 56   | +1:37,319        |           |
| 16                | 3         | 21 | Witalij Pietrow    | Caterham-Renault     | 55   | +1 okr.          |           |
| 17                | 3         | 24 | Timo Glock         | Marussia-Cosworth    | 55   | +1 okr. (42,665) |           |
| 18                | 6         | 20 | Heikki Kovalainen  | Caterham-Renault     | 55   | +1 okr. (03,979) |           |
| 19                | 8         | 18 | Pastor Maldonado   | Williams-Renault     | 54   | +2 okr.          | silnik    |
| 20                | 1         | 25 | Charles Pic        | Marussia-Cosworth    | 54   | +2 okr.          |           |
| 21                | 1         | 22 | Pedro de la Rosa   | HRT-Cosworth         | 54   | +2 okr. (85,953) |           |
| 22                | 1         | 23 | Narain Karthikeyan | HRT-Cosworth         | 54   | +2 okr. (06,790) | [ a ]     |
| Niesklasyfikowani |           |    |                    |                      |      |                  |           |
|                   |           | 14 | Kamui Kobayashi    | Sauber-Ferrari       | 46   | hamulce          |           |
|                   |           | 10 | Romain Grosjean    | Lotus-Renault        | 3    | poślizg          |           |
| P                 | + / –     | Nr | Kierowca           | Konstruktor          | Okr. | Czas / Strata    | Komentarz |

### Najszybsze okrążenie
Źródło: Wyprzedź Mnie!
| Nr | Kierowca       | Konstruktor | Czas     | Okr. |
| -- | -------------- | ----------- | -------- | ---- |
| 9  | Kimi Räikkönen | Lotus       | 1:40,722 | 53   |

## Prowadzenie w wyścigu
| Nr                              | Kierowca        | Okrążenia    | Suma |
| ------------------------------- | --------------- | ------------ | ---- |
| 5                               | Fernando Alonso | 15-39, 41-56 | 39   |
| 4                               | Lewis Hamilton  | 1-13         | 13   |
| 15                              | Sergio Pérez    | 13-15, 39-41 | 4    |
| \| Wykres \| \| ------ \| \| \| |                 |              |      |
| Wykres                          |                 |              |      |
|                                 |                 |              |      |

## Klasyfikacja po wyścigu

### Kierowcy
| P                 | +/− | Kierowca           | Starty | Punkty | P1 | P2 | P3 | PP | NO | NS |
| ----------------- | --- | ------------------ | ------ | ------ | -- | -- | -- | -- | -- | -- |
| 1                 | +4  | Fernando Alonso    | 2      | 35     | 1  | –  | –  | –  | –  | –  |
| 2                 | +1  | Lewis Hamilton     | 2      | 30     | –  | –  | 2  | 2  | –  | –  |
| 3                 | −2  | Jenson Button      | 2      | 25     | 1  | –  | –  | –  | 1  | –  |
| 4                 | 0   | Mark Webber        | 2      | 24     | –  | –  | –  | –  | –  | –  |
| 5                 | +3  | Sergio Pérez       | 2      | 22     | –  | 1  | –  | –  | –  | –  |
| 6                 | −4  | Sebastian Vettel   | 2      | 18     | –  | 1  | –  | –  | –  | –  |
| 7                 | 0   | Kimi Räikkönen     | 2      | 16     | –  | –  | –  | –  | 1  | –  |
| 8                 | +8  | Bruno Senna        | 2      | 8      | –  | –  | –  | –  | –  | –  |
| 9                 | −3  | Kamui Kobayashi    | 2      | 8      | –  | –  | –  | –  | –  | 1  |
| 10                | 0   | Paul di Resta      | 2      | 7      | –  | –  | –  | –  | –  | –  |
| 11                | 0   | Jean-Éric Vergne   | 2      | 4      | –  | –  | –  | –  | –  | –  |
| 12                | −3  | Daniel Ricciardo   | 2      | 2      | –  | –  | –  | –  | –  | –  |
| 13                | N   | Nico Hülkenberg    | 2      | 2      | –  | –  | –  | –  | –  | 1  |
| 14                | N   | Michael Schumacher | 2      | 1      | –  | –  | –  | –  | –  | 1  |
| 15                | −3  | Nico Rosberg       | 2      | 0      | –  | –  | –  | –  | –  | –  |
| 16                | −3  | Pastor Maldonado   | 2      | 0      | –  | –  | –  | –  | –  | –  |
| 17                | −3  | Timo Glock         | 2      | 0      | –  | –  | –  | –  | –  | –  |
| 18                | −3  | Charles Pic        | 2      | 0      | –  | –  | –  | –  | –  | –  |
| 19                | N   | Felipe Massa       | 2      | 0      | –  | –  | –  | –  | –  | 1  |
| 20                | N   | Witalij Pietrow    | 2      | 0      | –  | –  | –  | –  | –  | 1  |
| 21                | N   | Heikki Kovalainen  | 2      | 0      | –  | –  | –  | –  | –  | 1  |
| 22                | N   | Pedro de la Rosa   | 1      | 0      | –  | –  | –  | –  | –  | –  |
| 23                | N   | Narain Karthikeyan | 1      | 0      | –  | –  | –  | –  | –  | –  |
| Niesklasyfikowani |     |                    |        |        |    |    |    |    |    |    |
|                   |     | Romain Grosjean    | 2      | –      | –  | –  | –  | –  | –  | 2  |
| P                 | +/− | Kierowca           | Starty | Punkty | P1 | P2 | P3 | PP | NO | NS |

### Konstruktorzy
| P  | +/− | Konstruktor          | Starty | Punkty | P1 | P2 | P3 | PP | NO | NS |
| -- | --- | -------------------- | ------ | ------ | -- | -- | -- | -- | -- | -- |
| 1  | 0   | McLaren-Mercedes     | 4      | 55     | 1  | –  | 2  | 2  | 1  | –  |
| 2  | 0   | Red Bull-Renault     | 4      | 42     | –  | 1  | –  | –  | –  | –  |
| 3  | +1  | Ferrari              | 4      | 35     | 1  | –  | –  | –  | –  | 1  |
| 4  | −1  | Sauber-Ferrari       | 4      | 30     | –  | 1  | –  | –  | –  | –  |
| 5  | 0   | Lotus-Renault        | 4      | 16     | –  | –  | –  | –  | 1  | 2  |
| 6  | +1  | Force India-Mercedes | 4      | 9      | –  | –  | –  | –  | –  | 1  |
| 7  | +2  | Williams-Renault     | 4      | 8      | –  | –  | –  | –  | –  | –  |
| 8  | −2  | Toro Rosso-Ferrari   | 4      | 6      | –  | –  | –  | –  | –  | –  |
| 9  | −1  | Mercedes             | 4      | 1      | –  | –  | –  | –  | –  | 1  |
| 10 | 0   | Marussia-Cosworth    | 4      | 0      | –  | –  | –  | –  | –  | –  |
| 11 | N   | Caterham-Renault     | 4      | 0      | –  | –  | –  | –  | –  | 2  |
| 12 | N   | HRT-Cosworth         | 2      | 0      | –  | –  | –  | –  | –  | –  |
| P  | +/− | Konstruktor          | Starty | Punkty | P1 | P2 | P3 | PP | NO | NS |